# Тайна жёлтой комнаты
«Та́йна жёлтой ко́мнаты» (фр. Le mystère de la chambre jaune) — первый детективный роман Гастона Леру из серии «Необычайные приключения Жозефа Рультабия, репортёра». Публиковался в парижском еженедельнике L’Illustration с сентября по ноябрь 1907 года. Вышел отдельным изданием в 1908 году.

## Сюжет
В замке Гландье близ Парижа совершено «невозможное» преступление — убийство в запертой комнате. Преступник словно растворился в воздухе. В книге приводятся подробные планы замка и диаграммы, иллюстрирующие передвижение персонажей в роковую ночь. Путём их анализа репортёр Жозеф Рультабий приходит к столь же «невозможному» выводу: убийца всё это время был рядом!

## Персонажи
- Жозеф «Рультабий» Жозефен — юный журналист, главный герой произведения
- Жан Сенклер — друг Рультабия, рассказчик
- Фредерик «Фред» Ларсан — полицейский детектив
- Г-н Станжерсон — учёный, владелец замка Гландье, отец жертвы
- Матильда Станжерсон — молодая учёная, жертва
- Робер Дарзак — жених Матильды Станжерсон
- Папаша Жак — старый слуга в замке Станжерсонов

## Успех

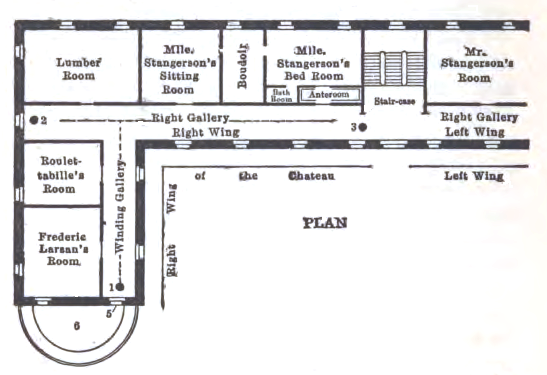
Схема замка Гландье из английского издания романа

Один из первых романов, целиком построенный на разгадке преступления в закрытом помещении, «Тайна жёлтой комнаты» вызвала огромный интерес читающей публики. Как указывал в 1928 году писатель и журналист Гастон Пикар, «целое поколение обожало жёлтую комнату. Все мы были влюблены в тайну — в ту самую тайну, которая начинается с криков, издаваемых из-за запертой двери раненной в голову мадмуазель Станжерсон». В 1960 году Жан Кокто написал короткое предисловие к карманному изданию романа, где отметил присущий прозе Леру налёт поэтического сюрреализма.
Как к образцу писательского мастерства в построении действия к книге обращались, среди других, С. Эйзенштейн и Х. Л. Борхес. Прочитав «Тайну жёлтой комнаты», юная Агата Кристи приняла решение заняться сочинением детективных романов.

### «Дом священника всё так же очарователен, а сад всё так же свеж»
Романы Гастона Леру изобилуют афористичными фразами, нередко насыщенными характерным для него чёрным юмором. Наиболее известна из них неоднократно возникающая в романе «Тайна жёлтой комнаты» фраза-пароль «Le presbytère n’a rien perdu de son charme, ni le jardin de son éclat». Строго говоря, Леру не является её автором — создатель романа в данном случае несколько переиначил присутствующую в переписке Жорж Санд фразу, которая звучит там следующим образом: «Дом священника всё так же опрятен, а сад всё так же свеж».

Из главы 13
— Поговорим серьёзно. Вы помните фразу, которая, словно «Сезам, откройся», отворила нам этот полный тайн замок?
— Ещё бы, — ответил я, — прекрасно помню: «Дом священника всё так же очарователен, сад всё так же свеж».

Известный поэт Жак Превер ввёл эту фразу в одно из своих стихотворений из сборника «Деревья»; от Превера афоризм перешёл к шансонье Жоржу Брассенсу, процитировавшему его в своей песне «Прогресс». Жак Риветт вложил эту фразу в уста героини исполненного таинственности фильма «Селин и Жюли совсем заврались». Наконец, Морис Бежар использовал ту же фразу в качестве пространного названия одного из своих балетов (1997), сюжет которого не имеет никакого отношения к роману Леру.

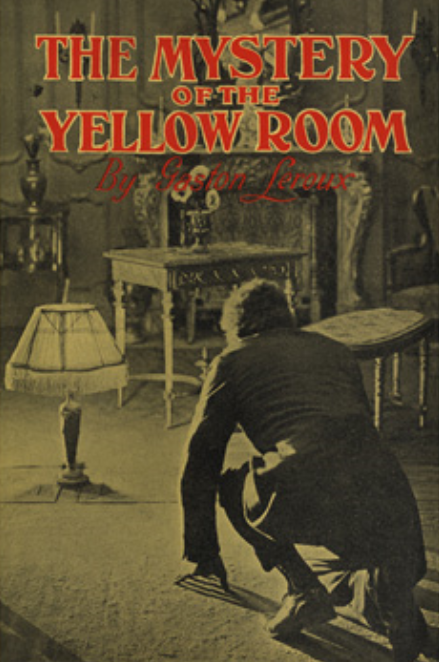
Американское издание (Grosset & Dunlap, 1919)

## Экранизации
С 1919 до 2003 появилось шесть экранизаций романа «Тайна жёлтой комнаты». Среди режиссёров-постановщиков — Марсель Л’Эрбье (1930).
Большой успех у зрителей снискала экранизация, осуществлённая в 2003 году Бруно Подалидесом. По словам режиссёра, он обогатил детективный сюжет элементами комедии.

## Переводы на русский язык
Первый русский перевод романа вышел уже в 1908 году. Новый перевод Нины Световидовой опубликован в 1990 году в серии «Библиотека приключений и научной фантастики». В настоящее время чаще всего переиздаётся перевод Ивана Русецкого.